# Alexandru Busuioceanu
Alexandru Busuioceanu  (n. 1896 – d. 1961, Madrid) a fost un critic de artă, critic literar, diplomat, eseist, istoric, pedagog, poet, scriitor și traducător român, care a trăit în Spania începând cu anul 1942, apoi de-a lungul celui de-al Doilea Război Mondial și până la moartea sa. A fost bursier al Școlii române din Roma între anii 1923-1925.

## Prezentare generală
Opera lui Alexandru Busuioceanu este vastă și cuprinde domenii ale cunoașterii umane foarte diferite. Începuturile sale literare sunt în poezie, la care a adăugat treptat eseuri, studii literare, studii critice de literatură și arte plastice, prezentări de programe muzicale pentru concertele filarmonicii, cronici literare și de arte plastice, prezentări de artiști plastici și scriitori români, respectiv, mai târziu, de artiști plastici și scriitori spanioli. Ca traducător, a tradus în română și spaniolă din mari poeți ai literaturii universale.
În calitate de istoric, domeniu în care a "intrat din întâmplare", cum o declara în corespondența sa din anii 1950 cu Mircea Eliade, a scris studii despre Zamolxis , dintre care cele mai închegate se referă la percepția zeului suprem al panteonului dacic în miturile și legendele spaniole.
Simțindu-se toată viața român, după ce acceptase poziția de atașat cultural al României în Spania, a dus o activitate neobosită de cercetare și promovare culturală a valorilor românești în Spania. A înființat o Catedră de limbă și literatură română la Universitatea Madrid, al cărui titular a fost până la moarte, a înființat Institutul Român de Cultură din Madrid, a obținut introducerea obligatorie a studierii limbii și literaturii române în șapte universități spaniole și publicarea traducerilor din mari scriitori români, așa cum ar fi Liviu Rebreanu, de pildă .
Abandonând aproape total preocupările sale dedicate artiștilor plastici de pretutindeni, Alexandru Busuioceanu s-a dedicat integral promovării și receptării limbii și culturii române în arealul spaniol publicând numeroase articole, ținând conferințe, efectuând traduceri, lecturând la catedra sa de literatură română de Universitate, precum și cu orice ocazie ivită.

## Listă incompletă de lucrări

### Antume
- Une miniature inédite du XIIIe siècle reproduisant une oeuvre de Pietro Cavallini, 1928
- Iser, 1930
- Daniel Da Volterra e la storia di un motivo pittorico, 1932
- Intorno a Franco-Bolognese, 1934
- Les Tableaux au Greco dans la collection royale de Roumanie, 1934
- Preziosi, 1935
- Domenico Theotocopuli El Greco. Exposition organisée par la Gazette des Beaux-arts, 1937
- Poemas pateticos, 1948
- La Peinture espagnole: 2. De Velasquez à Picasso. Texte de Jacques Lassaigne. Biographies et bibliographie, 1952
- Proporción de vivir - poemas, 1954
- Georges Cioranescu. Un poète roumain en Espagne, 1962

### Postume
- Scrieri despre artă, Editura Meridiane, București, 1980, editori Theodor Enescu și Oana Busuioceanu, prefată Ion Frunzetti, comentarii Victor Ieronim Stoichiță, 444 p. cu ilustr. + 28 f. pl.
- Zamolxis sau mitul dacic în istoria și legendele spaniole, Editura Meridiane, București, 1985, editor, prefațator și îngrijitor Dan Slușanschi, cu o evocare de Eugenio Battisti; reeditare Editura Dacica, 2009